# Flugplatz Skálavatn

i8
i11
i13
Der Flugplatz Skálavatn (ICAO-Code: BISV) liegt im Süden von Island im Norden der Gemeinde Rangárþing ytra.
Der Skálavatn gehört zu den Veiðivötn im Isländischen Hochland und liegt nördlich des Mýrdalsjökulls und westlich des Síðujökulls, einer Gletscherzunge des Vatnajökulls.
Die Start- und Landebahn liegt östlich neben der Veiðivatnaleið , die nach Osten von der Sprengisandsleið  abzweigt.
Der Wanderverein Ferðafélag Íslands legte in dem Gebiet eine Hütte und einen Zeltplatz an.
Der Flugplatz Skálavatn wurde 1965 erstmals bei der isländischen Flugverwaltung Isavia in der Liste der Flughäfen und Landeplätze aufgeführt.
Er ist auch auf der Liste für Rettungs- und Krankentransportflüge aufgeführt und jetzt (Stand 2017) ist der Flugplatz mit der Schotter-Landebahn 06/24 mit 700 × 35 m angegeben.